# ولاگ

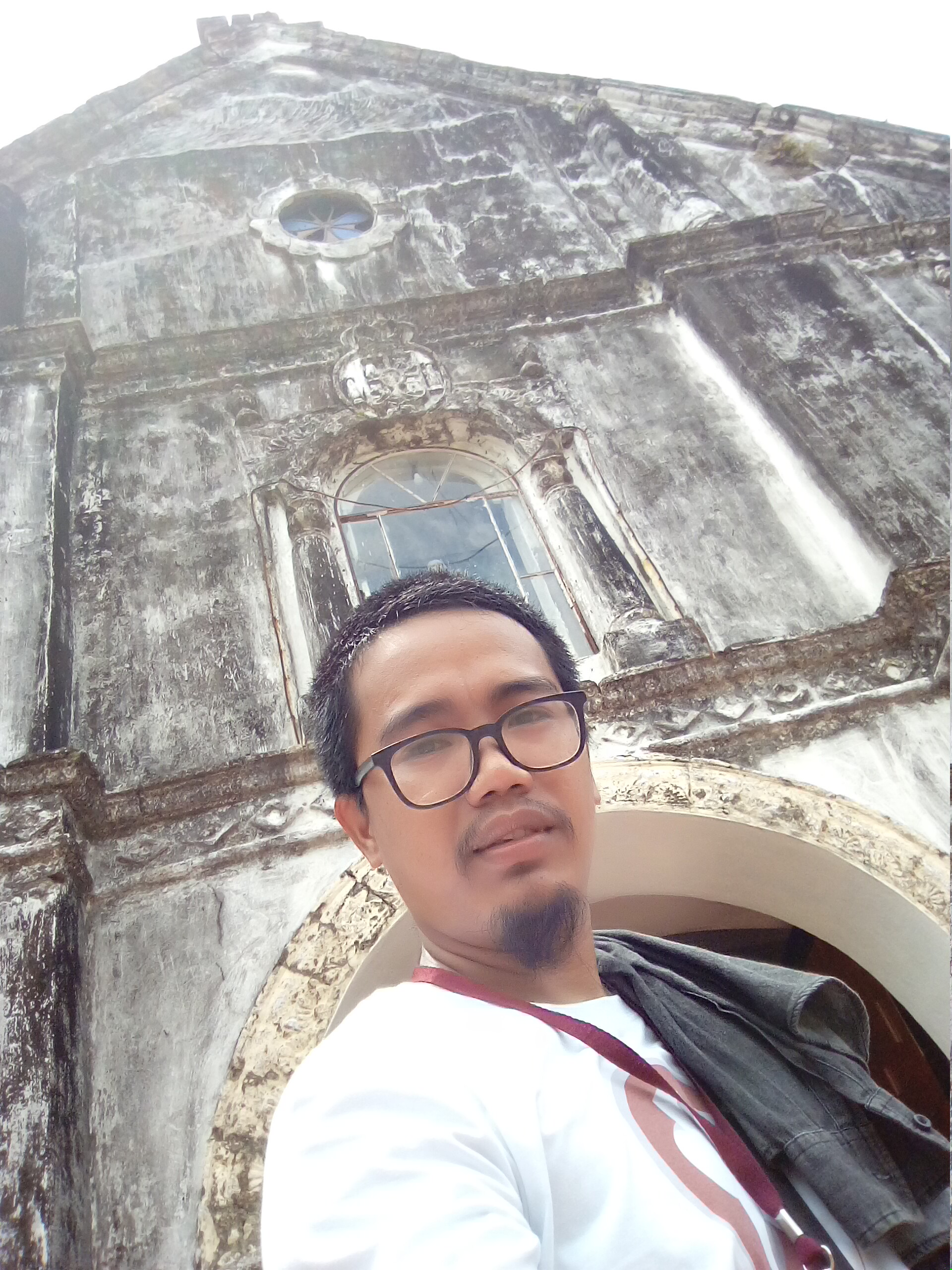
یک لحظه از طرفدار ویکی

ویدئو بلاگ (video blog) یا ویدئو لاگ (video log) که اغلب به صورت مختصر وی‌لاگ یا ویلاگ یا ولاگ (vlog) خوانده می‌شود، یکی از شاخه‌های وب‌نوشت است که در آن از ویدئو به‌عنوان رسانهٔ اصلی استفاده می‌شود.
ویدئو بلاگ‌ها همانند سایر وب‌نوشتها از آراس‌اس، اتم و … برای گسترش ویدئوها بر روی اینترنت، تجمع خودکار و اجرا بر روی تلفن‌های‌همراه و کامپیوترهای شخصی سود می‌جویند.

## تاریخچه

### تاریخچه وبلاگ نویسی
در ۲ ژانویه ۲۰۰۰، آدام کنترس، با هدف اطلاع دوستان و خانواده‌اش از محل سفرش به لس‌آنجلس، به همراه پست وبلاگ، ویدیویی که او را در جستجوی یک محل نشان می‌دهد، به عنوان اولین پست ویدیویی منتشر کرد. وبلاگ ویدئویی در تاریخ [۳] [۴] [۵] در نوامبر سال جاری، آدریان مایلز یک ویدیو از تغییر متن را در یک تصویر ثابت قرار داد، و واژه‌نامه را برای اشاره به وبلاگ ویدئویی خود بنویسد. [۶] [۷] لوک بووانمن، فیلمساز و موسیقیدان، در سال ۲۰۰۲ از سایت Tropisms.org که در حال حاضر از پیش تعطیل شده بود، شروع به فعالیت کرد و به عنوان یک خاطره ویدئویی از سفرهای پس از کالجش، یکی از اولین سایتهایی که به نام Vlog یا Videolog نامگذاری شده‌است. [۸] [۹] در سال ۲۰۰۴، استیو گارفیلد وبلاگ ویدئویی خود را راه اندازی کرد و آن سال «سال وبلاگ ویدئویی» اعلام کرد.
سیر زمانی وبلاگ‌ نویسی در ایران به تاریخچهٔ روزنامه‌نگاری وبلاگ در ایران و خط زمانی وبلاگ‌نویسان ایرانی، و نیز تاریخچهٔ سرویس‌های وبلاگ‌نویسی ایرانی و خط زمانی آن‌ها می‌پردازد.
ویدئوی دیمیتری مدودف، رئیس‌جمهور سابق روسیه، بعد از دیدار او در آمریکای لاتین در نوامبر ۲۰۰۸ ارسال شد
محبوب‌ترین سایت به اشتراک‌گذاری ویدیو تا به امروز، یوتیوب، در فوریه ۲۰۰۵ تأسیس شد. تا ژوئیه ۲۰۰۶، آن را به ۵ محبوب‌ترین مقصد وب تبدیل شده‌است، با ۱۰۰ میلیون ویدیو در روز مشاهده شده و ۶۵۰۰۰ آپلود جدید در روز. [۱۴]
بسیاری از سیستم‌های مدیریت محتوا با منبع باز امکان ورود محتویات ویدئویی را فراهم کرده‌اند، و اجازه می‌دهد وبلاگ نویسان سایت‌های وبلاگ‌نویسی خود را میزبانی و مدیریت کنند. علاوه بر این، همگرایی تلفن‌های همراه با دوربین‌های دیجیتال اجازه می‌دهد تا محتوای ویدئویی را به وب تقریباً همان‌طور که ضبط شده‌است، منتشر کند. [۱۵] ایستگاه‌های رادیو و تلویزیون ممکن است از طریق وبلاگ‌نویسی ویدئویی به عنوان راهی برای کمک به برقراری ارتباط بیشتر با شنوندگان و بینندگان استفاده کنند. [wikipedia English]

## رکورد جهانی گینس
چارلز Trippy، تحت اینترنت کشته شده تلویزیون کانال یوتیوب، در حال حاضر رکورد جهانی گینس برای «وبلاگ‌های روزانه ویدئوهای شخصی روزانه ارسال شده در یوتیوب» با بیش از ۳۰۰۰ فیلم متوالی نگه داشته‌است. [۱۶]
میزبانی شده در لس آنجلس، کالیفرنیا، VidCon یک کنفرانس سالیانه است که به سازندگان و بینندگان محتوا YouTube اجازه می‌دهد تا با هم به اشتراک گذاشتن ایده‌های محتوایی و ارتباطات کسب و کار را به اشتراک بگذارند. [۱۷]
اولین رویداد VidCon در تاریخ ۱۰ و ۱۱ ژوئیه ۲۰۱۰ برگزار شد و اکنون بزرگ‌ترین جمعبندی شخصی سازندگان اینترنتی، بینندگان و نمایندگان است. [۱۸] این کنفرانس متوجه می‌شود که راه‌هایی که در آن جامعه سرگرم، آموزش، اشتراک و برقراری ارتباط است، انقلابی است، و تصمیم می‌گیرد تا این واقعیت را از طریق پانل‌ها، ملاقات‌ها و تبریک‌ها و گفتگوهایی که به مخاطبان در کنوانسیون داده شده، برجسته کند.

## انواع

### ولاگ‌های شخصی
Vlog شخصی ویدئویی است که اطلاعات شخصی را که قصد معرفی خود را به مردم دارد، ارائه کند. مخاطب ویلاگ به تنوع مخاطبان شرکت‌ها و سازمان‌ها نمی‌باشد

### ولاگ‌های پخش زنده
YouTube اعلام کرد که در سال ۲۰۰۸ ویژگی پخش زنده به نام YouTube Live اعلام شد. این ویژگی همچنین توسط سایر سیستم عامل‌های اجتماعی مانند Instagram و Facebook ایجاد شد.

## حضور یوتیوب
یوتیوب در حال حاضر در میان سه سایت بازدید شده بیشترین بازدید در وب قرار دارد. [19] YouTube به عنوان یک منطقه ترافیک بالا برای وبلاگ نویسان ویدیویی یا vloggers، این پلتفرم را برای این شرکت کنندگان ایجاد کرده‌است تا فیلم‌های شخصی خود را ارائه دهند، که اغلب با استفاده از دوربین‌های دستی و فیلمبرداری فیلم‌برداری می‌شوند. [۲۰] محبوبیت vlogها در جامعه یوتیوب در چند سال گذشته به‌طور چشمگیری افزایش یافته‌است؛ [۲۱] از ۱۰۰ کانال یوتیوب که بیشتر مشترک شده‌اند، 17 Vlogها را به عنوان سبک اصلی فیلم‌هایشان ارائه می‌دهند. [۲۰] بسیاری از این vloggersها بخشی از برنامه شریک یوتیوب هستند که صنعت را حرفه‌ای می‌کنند و از تولید ویدیو برای افزایش پولی استفاده می‌کنند. [۲۲]  در سال 2023 باگ invalid traffic یوتیوب بین فعالان این صنعت سر و صدای زیادی به پا کرده است.
این حرفه‌ای‌سازی علاوه بر این باعث افزایش در معرض کانال‌های مختلف می‌شود و باعث ایجاد حس ثبات در حوزه می‌شود. علاوه بر این، این حرفه‌ای‌سازی به تولیدکنندگان محتوا کمک می‌کند تا به عنوان یک منبع معتبر توسط بینندگان آن‌ها تلقی شود. علاوه بر این، بسیاری از vloggers قادر به تبدیل کانال‌های خود به حرفه‌های پایدار هستند؛ در سال ۲۰۱۳، بیشترین حقوق و دستمزد پرداخت شده حداقل ۷۲۰٬۰۰۰ دلار برای سال به دست آورده‌است. [۲۳] هالیوود توجه خود را به این رسانه افزایش می‌دهد و ارزش آن را بر روی دیگر شرکت‌های سرگرمی مانند Marvel قرار داده‌است، که اخیراً توسط دیزنی نیز خریداری شده‌است. [۲۴]

## Vlogumentary
من Vlogging در اینجا یک ۹۰ دقیقه "vlogumentary" است که متمرکز بر مستندسازی جهان وبلاگ‌نویسی ویدئو و مراکز در vloggers یوتیوب است که موفقیت در استفاده از این رسانه دربرداشت. [۲۵] این فیلم که در اواخر سال ۲۰۱۶ منتشر می‌شود، شای کارل و خانواده اش ShayTards شخصیت یوتیوب را به تصویر می‌کشد، به دنبال یک خانواده است که زندگی خود را به شدت تحت تأثیر قرار داده‌است، زیرا زندگی روزمره آن‌ها به صورت مستند و برای جهان ارسال شده‌است. شای کارل یکی از بنیان‌گذاران سازنده استودیو، یک تهیه‌کننده ویدیوی مبتنی بر YouTube است که توسط شرکت والت دیزنی خریداری شده‌است. [۲۶] مشارکت شرکت‌های بزرگتر در خارج از صنایع اینترنت نمونه‌ای اولیه از همیشه است. امیر خواجوی از تورنتو با برند امیرتورونتو اولین فردی بود که ویدیو ولاگ دوزبانه را به‌طور حرفه‌ای آغاز کرد. وی با سری مستند هفتگی مرغ همسایه در شبکه‌های اجتماعی شناخته شد.